# Liechtensteiner-Cup 1993-1994
La Liechtensteiner-Cup 1993-1994 è stata la 49ª edizione della coppa nazionale del Liechtenstein conclusa con la vittoria finale del FC Schaan, al suo terzo titolo.
Della competizione è noto solo il risultato della finale.

## Finale
| Eschen | FC Schaan | 3 – 0 | FC Balzers |  |